# Agonges
Agonges település Franciaországban, Allier megyében. Lakosainak száma 304 fő (2022. január 1.). Agonges Aubigny, Bagneux, Bourbon-l’Archambault, Couzon, Franchesse, Marigny, Montilly és Saint-Menoux községekkel határos.

## Népesség
A település népességének változása:
| Lakosok száma | 437  | 327  | 300  | 371  | 342  | 315  | 309  | 309  | 309  | 304  |
|               | 1968 | 1982 | 1990 | 2006 | 2013 | 2015 | 2017 | 2019 | 2020 | 2022 |